# Williams FW20
Williams-Renault FW20 je Williamsov dirkalnik Formule 1, ki je bil v uporabi v sezoni 1998, ko sta z njim dirkala Jacques Villeneuve in Heinz-Harald Frentzen. Po razmeroma dolgem času je bil to prvi Williamsov dirkalnik, ki mu ni uspelo zmagati na dirki. Najboljše uvrstitve so bila tri tretja mesta, ki sta jih dosegla Frentzen na Veliki nagradi Avstralije in Villeneuve na Velikih nagradah Nemčije in  Madžarske. Na koncu sezone je moštvo zasedalo tretje mesto v konstruktorskem prvenstvu z 38-imi točkami, kar je najslabši izkupiček točk Wiliiamsa po sezoni 1988, ko je Williams tudi nazadnje končal sezono brez ene same zmage.

## Popolni rezultati Formule 1
(legenda) (odebeljene dirke pomenijo najboljši štartni položaj, poševne pa najhitrejši krog)
| Leto | Moštvo   | Motor          | Gume | Dirkači               | 1   | 2   | 3   | 4   | 5   | 6   | 7   | 8   | 9   | 10  | 11  | 12  | 13  | 14  | 15  | 16  | Toč | Prv |
| ---- | -------- | -------------- | ---- | --------------------- | --- | --- | --- | --- | --- | --- | --- | --- | --- | --- | --- | --- | --- | --- | --- | --- | --- | --- |
| 1998 | Williams | Mecachrome V10 | G    |                       | AVS | BRA | ARG | SMR | ŠPA | MON | KAN | FRA | VB  | AVT | NEM | MAD | BEL | ITA | LUK | JAP | 38  | 3.  |
| 1998 | Williams | Mecachrome V10 | G    | Jacques Villeneuve    | 5   | 7   | Ret | 4   | 6   | 5   | 10  | 4   | 7   | 6   | 3   | 3   | Ret | Ret | 8   | 6   | 38  | 3.  |
| 1998 | Williams | Mecachrome V10 | G    | Heinz-Harald Frentzen | 3   | 5   | 9   | 5   | 8   | Ret | Ret | 15  | Ret | Ret | 9   | 5   | 4   | 7   | 5   | 5   | 38  | 3.  |